# Chlorid promethitý
Chlorid promethitý je radioaktivní anorganická sloučenina složená z chloru a promethia.

## Příprava
Chlorid promethitý lze připravit zahřátím oxidu promethitého na teplotu 580 °C v proudu suchého chlorovodíku.

## Vlastnosti
Chlorid promethitý je radioaktivní fialová pevná látka, která ve tmě světle modře nebo zeleně září, kvůli radioaktivitě promethia. Chlorid promethitý krystalizuje v hexagonální soustavě typu chloridu neodymitého s prostorovou grupou P63/m (číslo 176) a mřížkovými parametry a = 739 pm, c = 421 pm a dvěma molekulami na elementární buňku. Při zahřátí chloridu promethitého v přítomnosti vody vzniká růžový chlorid-oxid promethitý.

## Využití
Chlorid promethitý (s izotopem promethia 147Pm) byl využit k přípravě dlouhozářících signálních světel a tlačítek. Promethium-147 emituje beta záření (elektrony) a má poločas rozpadu několik let. Elektrony jsou následně pohlceny luminoforem, čímž vzniká záře. Na rozdíl od jiných nuklidů promethia, promethium-147 nevyzařuje částice alfa, které by degenerovaly luminofor.